# When You’re Loved
When You’re Loved ist ein Lied aus dem Film Unsere Lassie. Geschrieben wurde es von Robert B. und Richard M. Sherman und interpretiert von Debby Boone.

## Veröffentlichung
When You’re Loved wurde 1978 auf Debby Boones LP Midstream veröffentlicht. Im gleichen Jahr kam das Lied zusammen mit Oh, No, Not My Baby auf einer Single heraus.

### Verwendung im Film
Das Lied wird am Ende von Unsere Lassie zur Rückkehr Lassies und weiter während des Abspanns gespielt.

## Rezeption

### Charts
When You’re Loved hatte keine Charterfolge außer für vier Wochen in den Adult Contemporary Charts in den USA. Dort erreichte das Lied am 4. September 1979 mit Platz 48 die Bestplatzierung.

### Auszeichnungen
Die Sherman-Brüder waren mit When You’re Loved bei der Oscarverleihung 1979 in der Kategorie Bester Song nominiert, unterlagen dort aber gegen Paul Jabara und sein Lied Last Dance aus Gottseidank, es ist Freitag.